# Natatolana woodjonesi
Natatolana woodjonesi is een pissebed uit de familie Cirolanidae. De wetenschappelijke naam van de soort is voor het eerst geldig gepubliceerd in 1924 door Hale.